# 金华体育中心

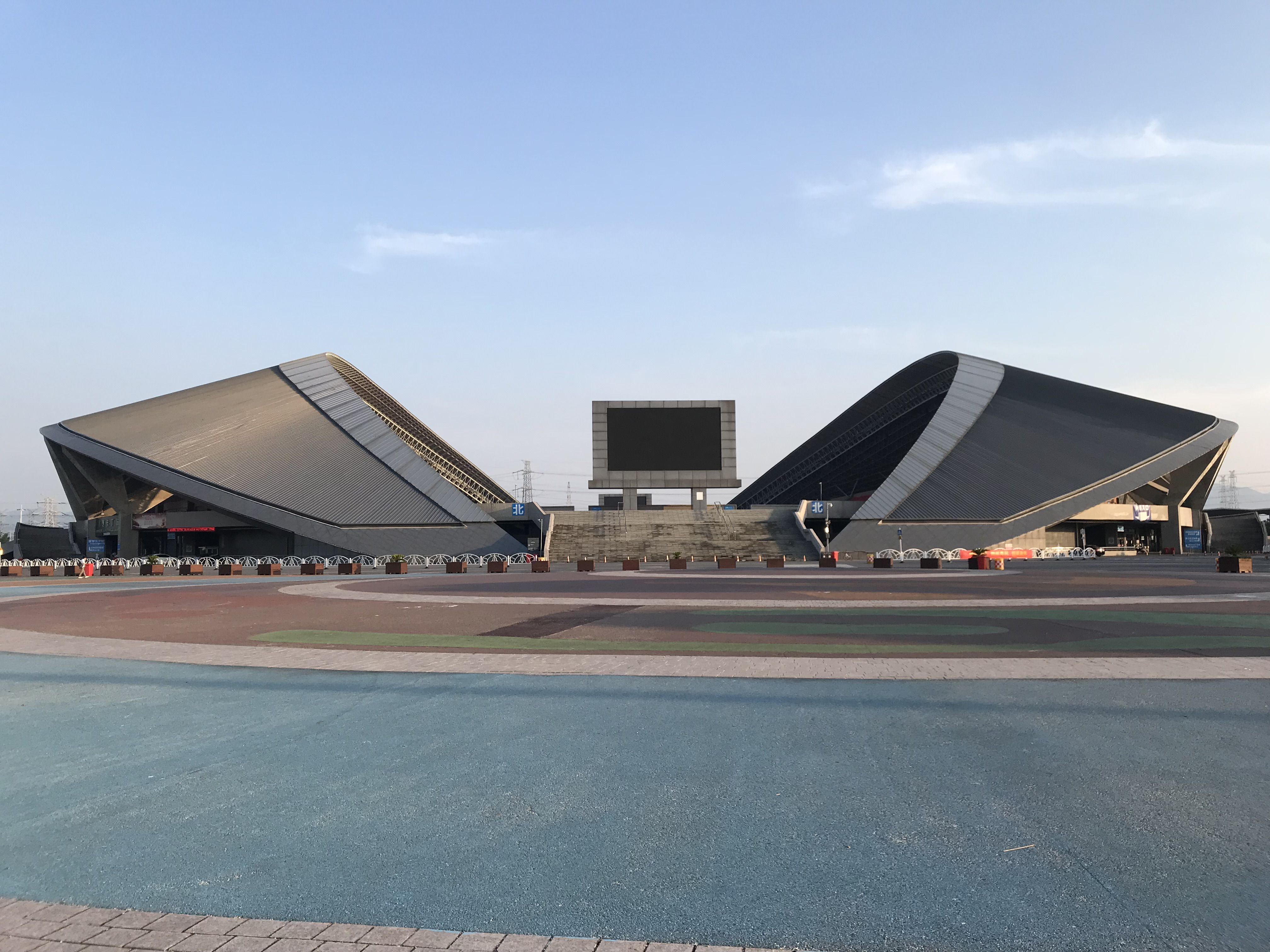
金华市体育中心主体育场

金华市体育中心是位于浙江省金华市婺城区的城市公共体育场馆项目。该体育中心坐落于湖海塘以南二环南路以北双龙南街以西地块，总用地面积26.67万平方米，总建筑面积99580平方米，主要建设场馆有一个30000座位的主体育场，一个6000座位的体育馆、一个1600座位的游泳馆，以及400米的室外田径训练场与室外球场，总投资约7.42亿元。经过两年多的建设，金华体育中心于2013年启用，同年4月开始承办体育赛事。
金华市体育中心是目前金华市区投资规模最大，占地面积最广的城市公共建设项目。
2016年7月至8月，因应2016年二十国集团杭州峰会即将召开，杭州绿城足球俱乐部的三场主场比赛迁至金华体育中心进行。

## 主要活動

### 文娛演出
- 2014年7月1日，慧美之夜《中國夢•金華情巨星演唱會》
- 2016年1月9日，新絲路•新起點《中吉文化交流音樂盛典巨星演唱會》（金華站）
- 2016年11月19日，梁靜茹《你的名字是愛情世界巡迴演唱會》（金華站）
- 2017年4月8日，譚詠麟《銀河歲月40載世界巡迴演唱會》（金華站）
- 2017年5月20日，劉若英《我敢世界巡迴演唱會》（金華站）
- 2017年11月25日，張惠妹《烏托邦2.0慶典世界巡迴演唱會》（金華站）
- 2017年12月16日，金報•步陽華府《一直在等你巨星演唱會》
- 2018年4月21日，五月天《人生無限公司巡迴演唱會》（金華站）[3][4]
- 2018年5月19日，周杰倫《地表最強2世界巡迴演唱會》（金華站）
- 2018年6月9日，張學友《A CLASSIC TOUR 學友.經典世界巡迴演唱會》（金華站）[5]
- 2018年10月20日，張韶涵《旅程世界巡迴演唱會》（金華站）
- 2018年12月8日，王力宏《龍的傳人2060世界巡迴演唱會》（金華站）
- 2019年8月17日，林俊傑《聖所2.0世界巡迴演唱會》（金華站）
- 2019年11月16日，楊坤《Forever YANG全球巡回演唱會》（金華站）
- 2019年12月14日，莫文蔚《絕色莫文蔚25周年世界巡迴演唱會》（金華站）

## 图片
- 体育中心东门
- 体育场侧面
- 体育场看台
- 体育馆
- 游泳馆